# Yuxarı Əylis
Yuxarı Əylis è un comune dell'Azerbaigian situato nel distretto di Ordubad. 